# Hindsiclava macilenta
Hindsiclava macilenta é uma espécie de gastrópode do gênero Hindsiclava, pertencente a família Pseudomelatomidae.